# Ziad Doueiri
Ziad Doueiri (en arabe : زياد دويري), né le 7 octobre 1963, à Beyrouth, au Liban, est un réalisateur et scénariste franco-libanais.
Il est connu pour ses films West Beyrouth (1998) qui a été primé à plusieurs reprises lors de nombreux festivals, L'Insulte (2017) qui a été nommé aux Oscars ou encore pour la série Baron noir dont il est l'un des deux réalisateurs.

## Biographie
Ziad Doueiri est d'abord assistant à la caméra notamment pour Quentin Tarantino dans les années 1990 pour les films Jackie Brown, Une nuit en enfer, Pulp Fiction et Reservoir Dogs.
Sa première réalisation, West Beyrouth, sort en 1998. Le film obtient notamment le prix François Chalais au festival de Cannes 1998. Il attendra quelque temps avant de réaliser son 2e film, Lila dit ça, d'après le roman de Chimo, qui sort en 2004.
Jusqu'en septembre 2011, il se partage entre Los Angeles et Beyrouth, puis il retourne travailler à Beyrouth. En 2012, sort le long métrage L'Attentat, adapté du roman du même nom de Yasmina Khadra, dans lequel il dirige les acteurs israéliens Evgenia Dodina ou encore Ali Suliman. Il exprime son opposition au boycott d'Israël et défend sa décision de tourner en Israël un film avec des acteurs israéliens.
Le 11 septembre 2017, il est remis en liberté après avoir été entendu par un tribunal militaire au Liban, en raison d'un déplacement en Israël contrevenant à la législation du pays (tournage du film L'Attentat en 2013).
En 2017, son quatrième film, L'Insulte, est présenté en sélection officielle à la Mostra de Venise 2017. En 2018, le film représente le Liban pour l'Oscar du meilleur film en langue étrangère lors de la 90e cérémonie des Oscars.

## Filmographie

### Au cinéma

#### Scénario et réalisation
- 1998 : West Beyrouth
- 2004 : Lila dit ça
- 2012 : L'Attentat
- 2017 : L'Insulte

### À la télévision
- 2005 : Sleeper Cell (série télévisée - 1 épisode : Immigrant)
- 2016 : Baron noir (série télévisée)
- 2020 : Dérapages (mini-série)
- 2023 : Cœurs noirs
- 2024 : La Fièvre

## Récompenses et distinctions
- 1998 : festival international du film de Toronto : Prix FIPRESCI pour West Beyrouth
- 1998 : Prix François Chalais pour West Beyrouth